# Neudorf-Weimershof
Neudorf-Weimershof (Luxemburgs: Neiduerf/Weimeschhaff) is een plaats en een stadsdeel van Luxemburg-Stad. Tot 1920 behoorde Neudorf-Weimershof tot de gemeente Eich.

## Geografie
Het stadsdeel Neudorf-Weimershof ligt in het noordoosten van Luxemburg-Stad en wordt gevormd door de dorpen Neudorf en Weimershof. Het district wordt in het noorden begrensd door Kirchberg en vervolgens, met de klok mee, door de gemeente Niederanven en de stadsdelen Cents en Clausen. De route van de CR232 loopt door de stadsdelen Pfaffenthal, Kirchberg en Neudorf-Weimershof. Neudorf-Weimershof is 248,93 ha groot.

## Geschiedenis
De dorpen Neudorf en Weimershof behoorden met Tavion tot de gemeente Eich, die per 1 juli 1920 bij de stad Luxemburg werd gevoegd.

## Bevolking
In 2022 telde Neudorf-Weimershof 6.760 inwoners, waarvan 23,96% met de Luxemburgse nationaliteit.

## Galerij

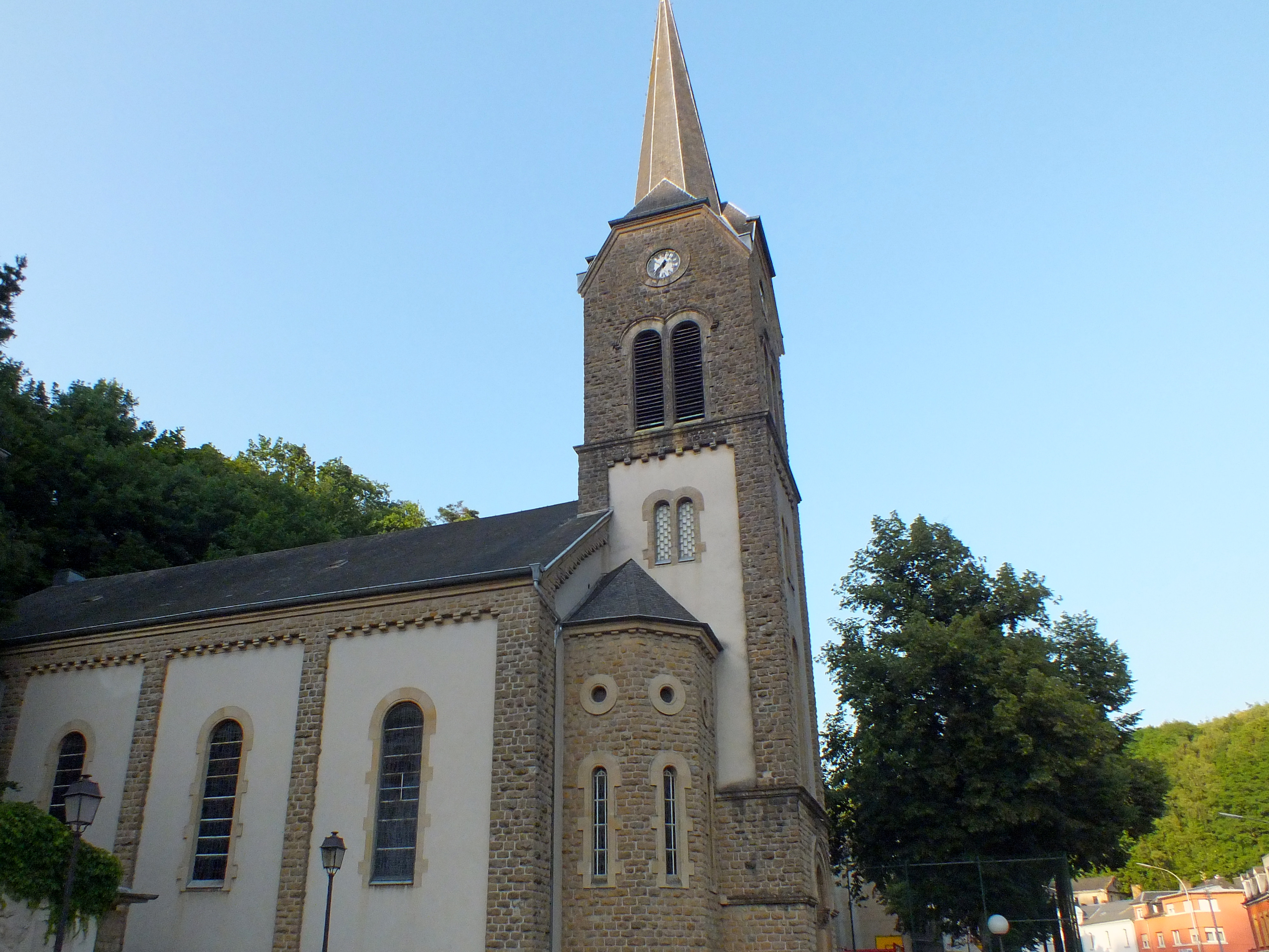
Église Saint-Henri
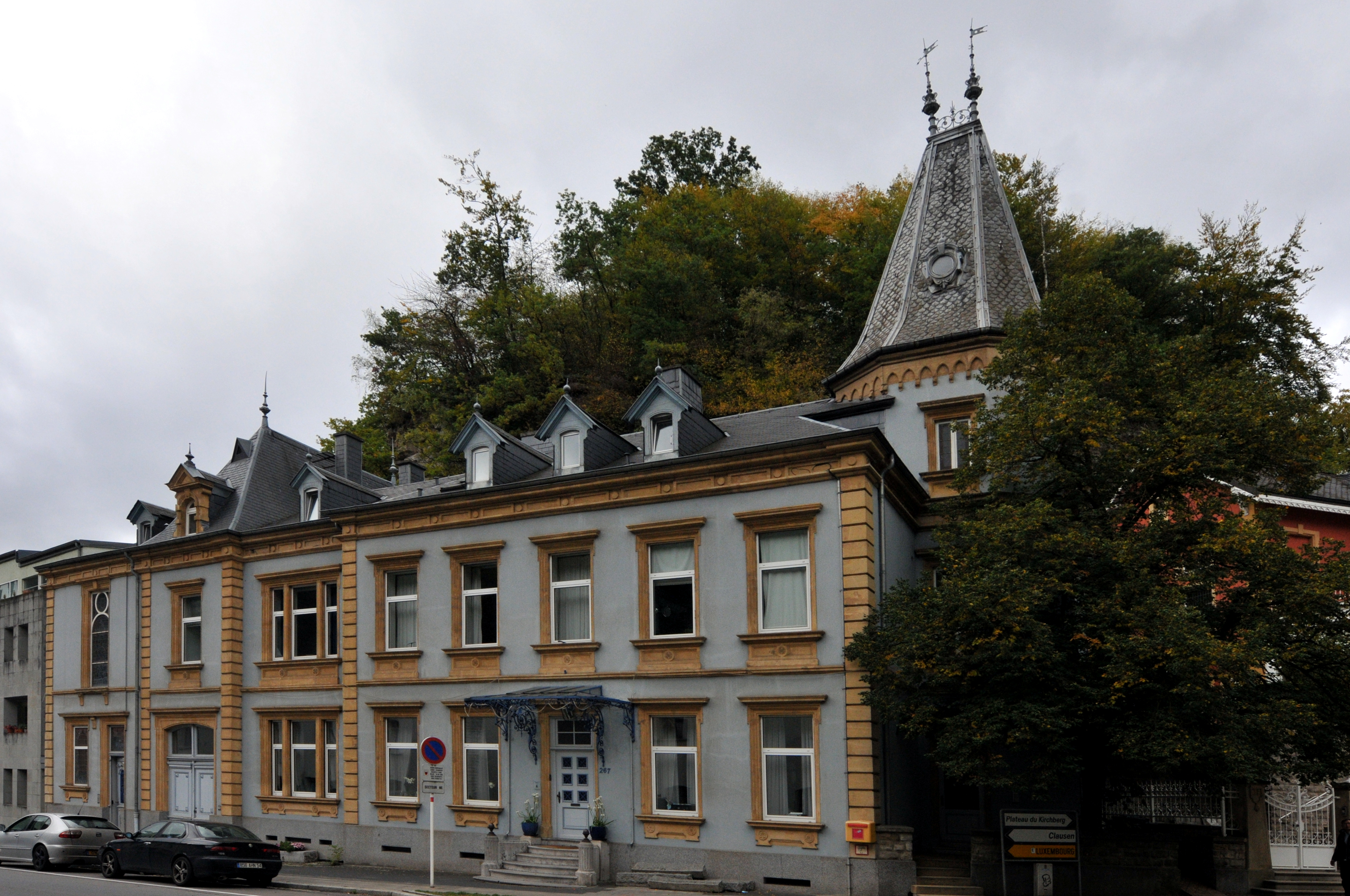
Directievilla van de voormalige brouwerij Henri Funck
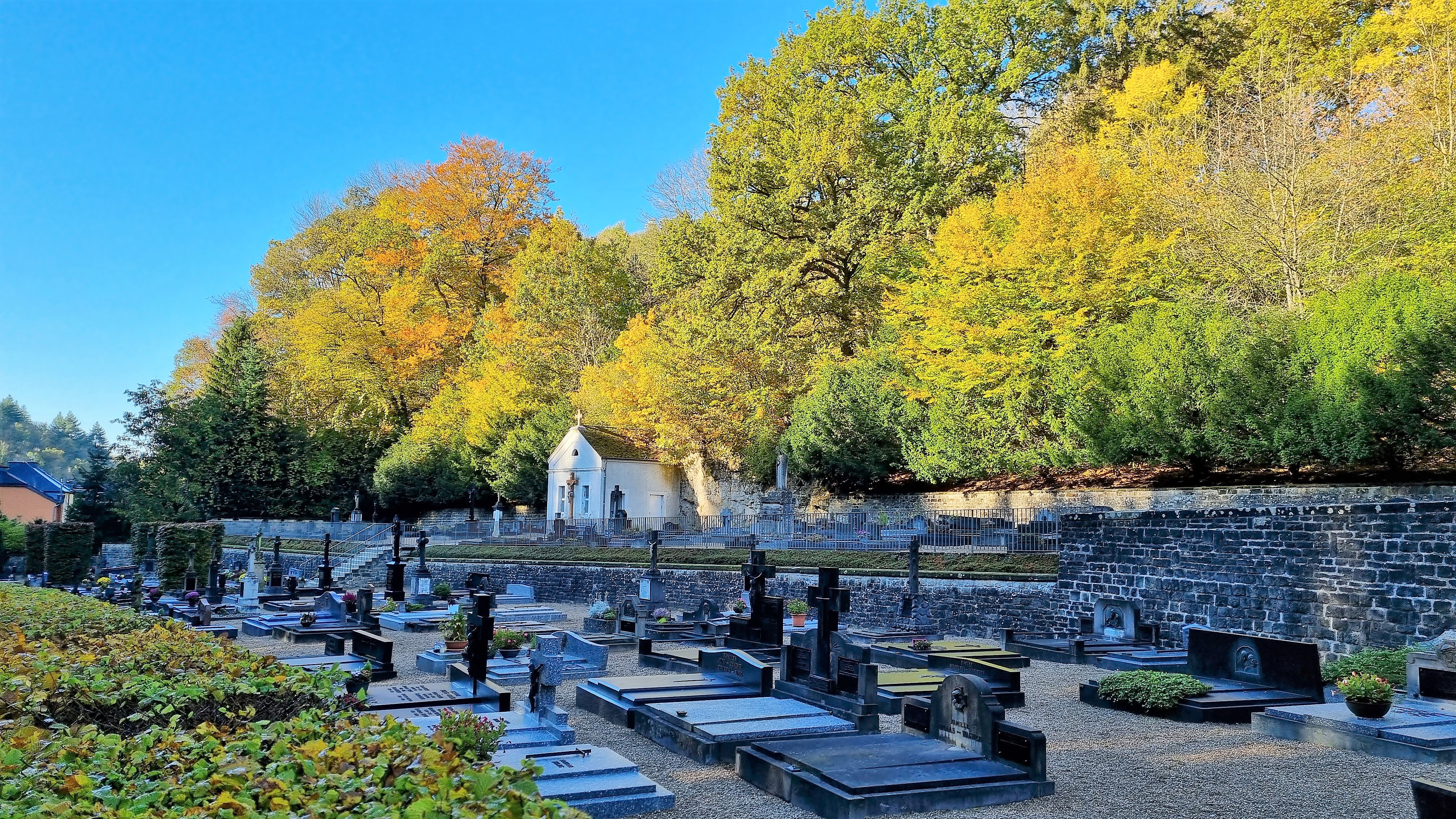
Begraafplaats

Beggen · Belair · Bonnevoie-Nord-Verlorenkost · Bonnevoie-Sud · Cents · Cessange · Clausen · Dommeldange · Eich · Gare · Gasperich · Grund · Hamm · Hollerich · Kirchberg · Limpertsberg · Merl · Muhlenbach · Neudorf-Weimershof · Pfaffenthal · Pulvermühl · Rollingergrund-Belair Nord · Ville-Haute (Bovenstad, centrum) · Weimerskirch